# Banana Split
Banana Split je deljen studijski album elektronskega izvajalca Kleemarja in indie rock skupine Trus!, izdan 17. decembra 2013 pri založbah Moonlee Records in God Bless This Mess.
Kleemar je bil deležen nekaj mednarodne pozornosti v začetku leta 2014, ko je bila v angleškem časopisu The Guardian njegova pesem »Bored of Canada« ena od pesmi na seznamu »devetih pesmi z vsega sveta, ki jih morate slišati«.

## Kritični odziv
Za spletno revijo Rockline je Sandi Sadar Šoba pohvalil vsako pesem Kleemarja posebej, o njem pa je napisal: »Prvo žezlo slovenskega IDM-ja (inteligent dance musica) se je odločilo za malce dronovskega allrounderskega ekskurza, popolnoma razprt za zvočne vplive in glasbene impresije pa se kljub elektroniki ter manipuliranju z mešalkami in sitetizatorji zvoka ne odreka organskosti, zaradi katere že od leta 2000 pušča sled na domači in vseevropski sceni.« O pesmih skupine Trus! pa je napisal sledeče: »Manj nežnosti nudi nadaljevanje [albuma], ki so ga »zakrivili« post-punkerski indie – elektro trash poperji Trus!, ki pa stavijo na malce več organskosti in verbalne dikcije.«
Za Mladino je Borka pohvalila obe polovici albuma: o Kleemarjevi polovici je rekla, da »demonstrira izjemno kompaktno senzibilnost, občutek za prepletanje ne ravno veselih, eteričnih (mikro)melodij«, o polovici skupine Trus! pa je imela povedati sledeče: »deluje precej bolj raztreščeno kot Kleemar, a bolj zrelo, morda tudi zadržano kot na svojem samostojnem albumu«.
Za Radio Študent pa je Luka Vučkovič napisal, da album »navkljub na videz nezdružljivim glasbenim svetovom v sebi nosi kompaktnost, novo mero domače glasbene moči, ki, kdo ve, že v novem letu utegne dobiti reprezentativnejši celostni obraz.«

## Seznam pesmi
| Št.             | Naslov            | Izvajalec       | Dolžina |
| --------------- | ----------------- | --------------- | ------- |
| 1.              | „Bored of Canada‟ | Kleemar         | 6:24    |
| 2.              | „4M‟              | Kleemar         | 7:02    |
| 3.              | „Made in My Hand‟ | Kleemar         | 6:41    |
| 4.              | „Movie Star‟      | Trus!           | 3:05    |
| 5.              | „Enemy‟           | Trus!           | 2:32    |
| 6.              | „Phantasma‟       | Trus!           | 3:51    |
| 7.              | „Seven Words‟     | Trus!           | 5:41    |
| 8.              | „What Do You Do‟  | Trus!           | 2:35    |
| Skupna dolžina: | Skupna dolžina:   | Skupna dolžina: | 38:11   |

## Zasedba
- Kleemar — sintesajzer, programiranje

Trus!
- Jelena Rusjan — vokal, bas kitara
- Boštjan Simon — vokal, sintesajzer, saksofon
- Marko Lasič — bobni

Ostali
- Ivor Knafelj — produkcija
- Vitja Balžalorsky — produkcija
- Gredoč — produkcija